# Litchfield (Nebraska)
Litchfield is een plaats (village) in de Amerikaanse staat Nebraska, en valt bestuurlijk gezien onder Sherman County.

## Demografie
Bij de volkstelling in 2000 werd het aantal inwoners vastgesteld op 280. In 2006 is het aantal inwoners door het United States Census Bureau geschat op 257, een daling van 23 (-8,2%).

## Geografie
Volgens het United States Census Bureau beslaat de plaats een oppervlakte van 0,8 km², geheel bestaande uit land. Litchfield ligt op ongeveer 660 m boven zeeniveau.

## Plaatsen in de nabije omgeving
De onderstaande figuur toont nabijgelegen plaatsen in een straal van 24 km rond Litchfield.